# Adler (bilmärke)
För andra betydelser, se Adler.

Adler 4 1/2HP Vis-à-vis 1901

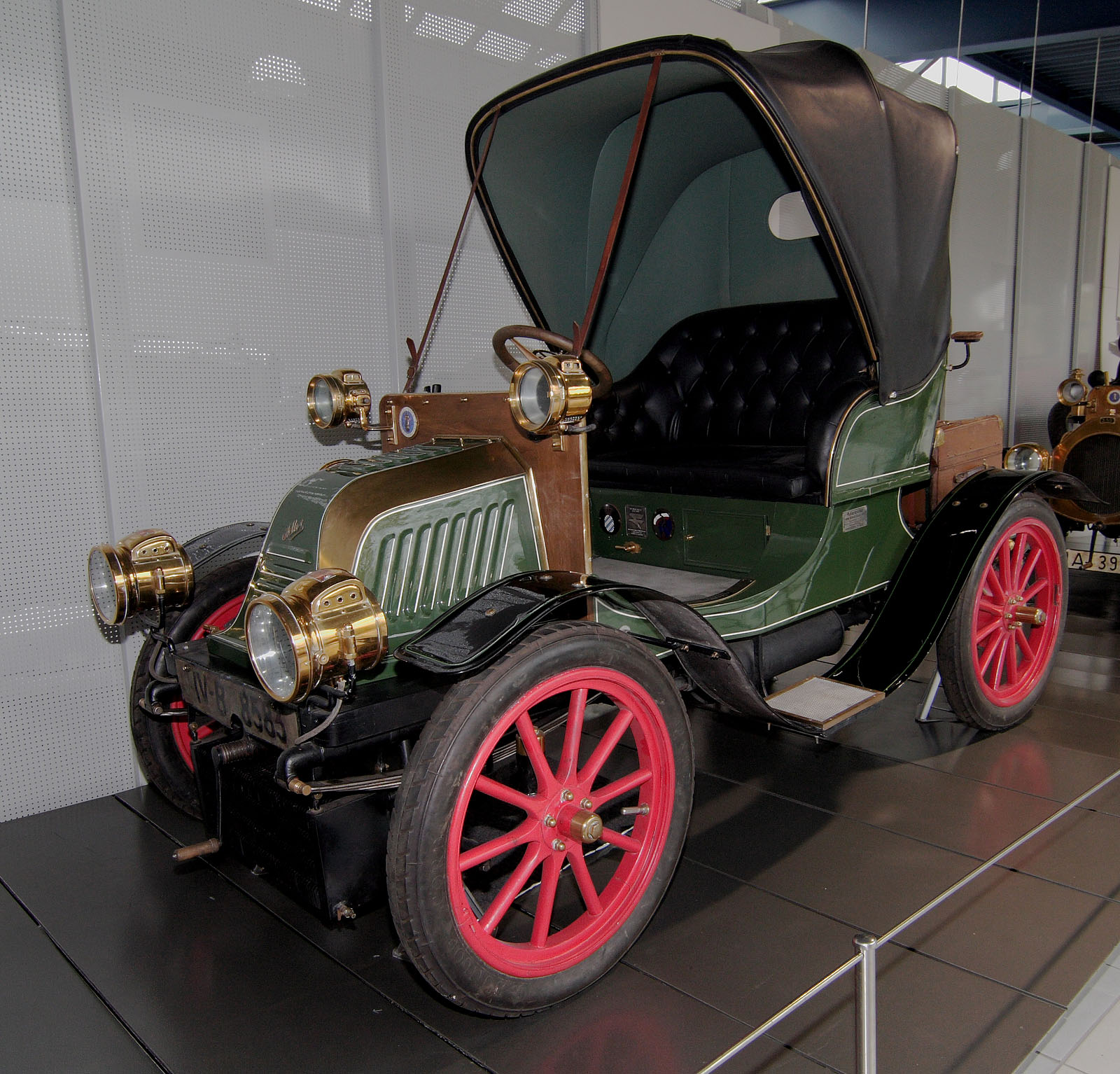
Adler 1903

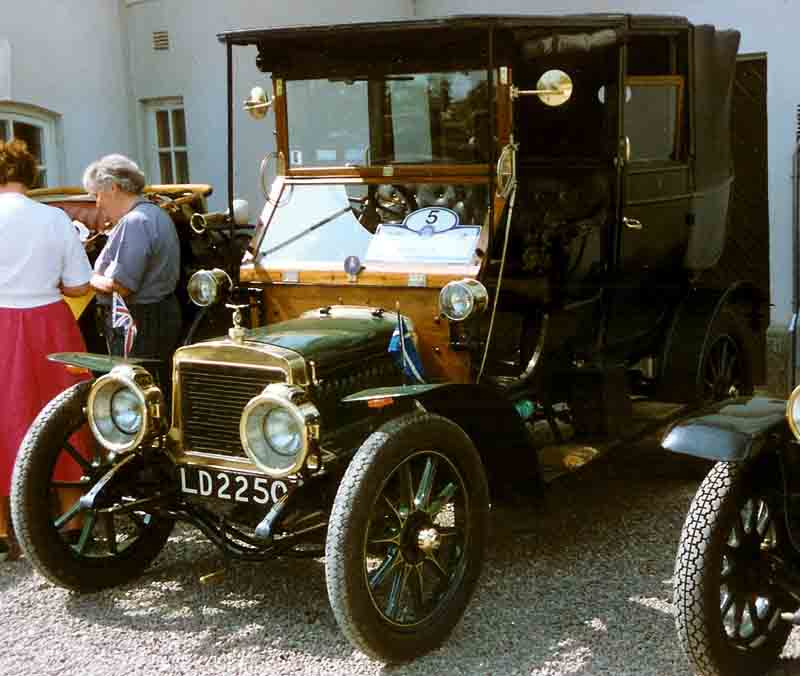
Adler Single Landaulette 1909

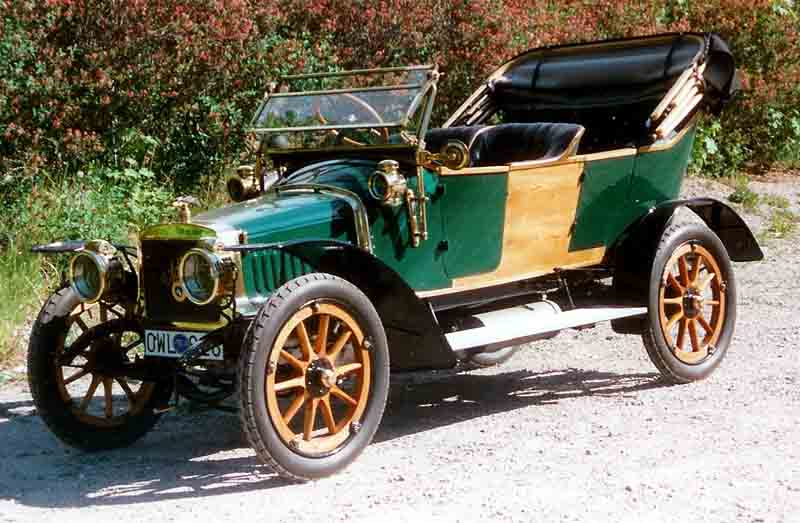
Adler 5/11 PS Doppelphaeton 1910

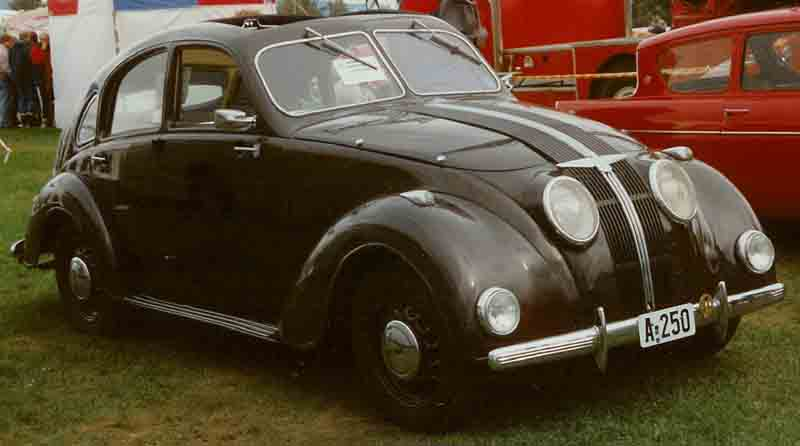
Adler 2,5 Liter Limousine

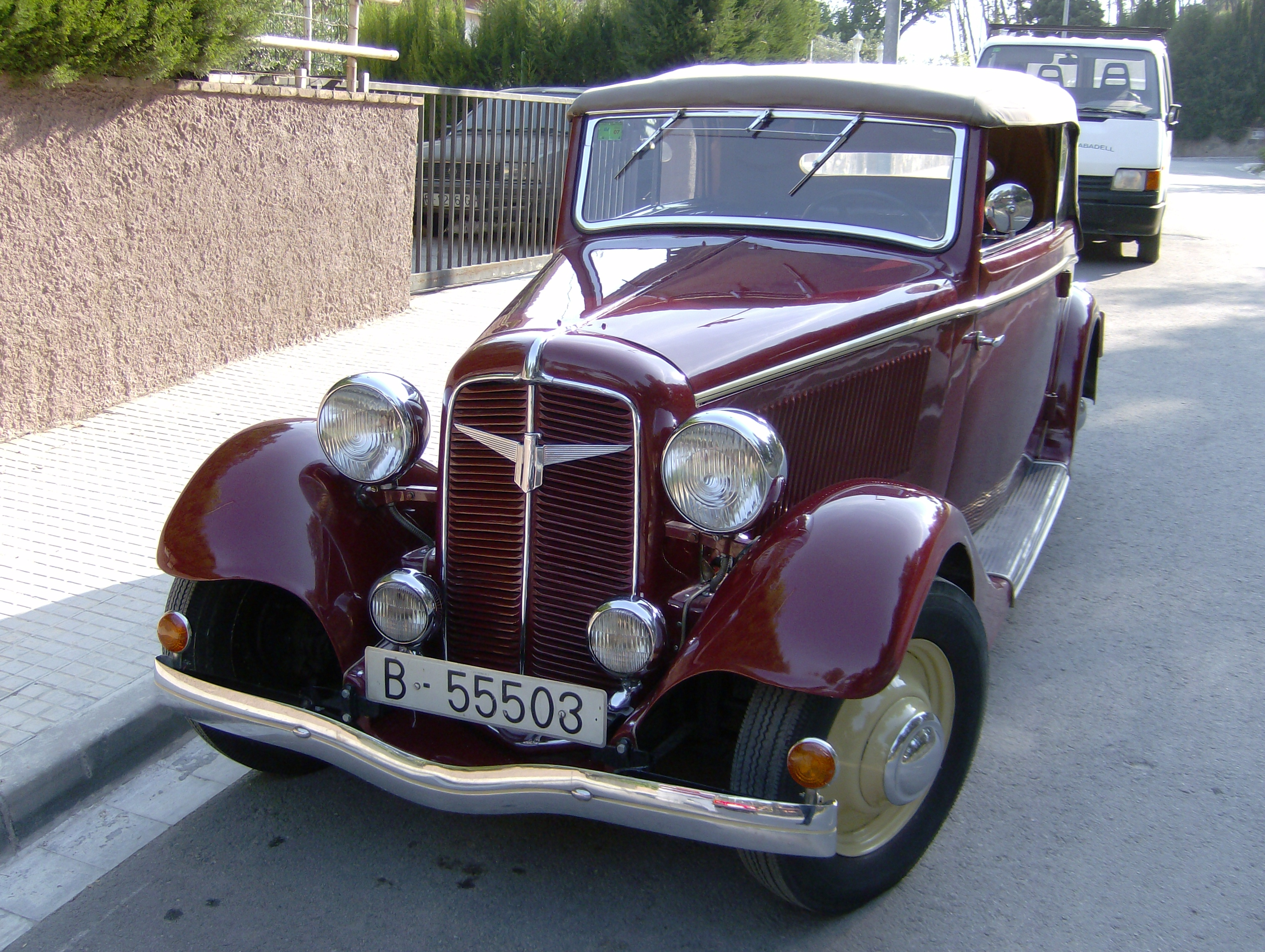
Adler Trumpf 1,7 Liter Cabriolet (1934)

Adler (tyska för "örn") var ett tyskt företag som tillverkade bilar mellan 1900 och 1940. Fabriken producerade förutom bilar även cyklar, motorcyklar.
Före första världskriget var Adlerbilarna populära i biltävlingar, och de kördes av bland andra Alfred Theves och Erwin Kleyer. Under 1920- och 1930-talen infördes helt nya motorer och framhjulsdrift, och en Adler-bil vann bland annat Le Mans-loppet, i 2-litersklassen.
Efter andra världskriget övergick företaget till motorcykeltillverkning och kontorsmaskinstillverkning. Tillverkningen av motorcyklar upphörde 1957.

## Historia
Adler grundades 1880 av Heinrich Kleyer och började med cykeltillverkning på Gutleutstrasse i Frankfurt am Main. 1889 flyttade verksamheten till en fabrik i Gallusviertel i Frankfurt. Här började man producera motorfordon med motorer från De Dion. Företaget växte ständigt och omvandlades till ett aktiebolag. År 1898 började man produktionen av skrivmaskiner och 1901 följde motorcykeltillverkning. Åren 1910-1912 byggdes den klassiska Adlerfabriken med sina torn. 
År 1914 kom 20 procent av personbilarna från Adlerverken och 1922 hade man 10 000 anställda fördelade på tio olika orter. Efter det sjönk antalet anställda till 3 000 men blev senare 7 000. Under 1930-talet var man den tredje största tyska tillverkaren efter Opel och Auto Union. År 1936 gick Daimler-Benz om. Företaget fick en stor framgång i modellen Standard 6. Företaget anlitade Walter Gropius som formgivare med det blev ingen framgång. Under 1930-talet kom nya modeller i Adler Trumpf och Adler Trumpf Junior. Adler Trumpf hade utvecklats av Hans Gustav Röhr vid Adlerverken. År 1935 anställades Karl Jenschke från Steyr Daimler Puch som ny chefskonstruktör och han utvecklades en Adler på 2,5 liter, den så kallade Autobahnwagen med sin moderna strömlinjeform.
I mars 1944 förstördes Adlerverken av bombplan. Fabriken hade som rustningsindustri tvångsarbetare. 1 600 människor från koncentrationslägret Natzweiler-Struthof arbetade vid Adler. 
I samband med krigsslutet beslagtog den amerikanska militären fabriken och tillverkningen låg helt nere. Förhoppningarna om att återuppta bilproduktionen försvann när Ernst Hagemeier tog över ledningen efter sin internering 1948. Han valde att inte satsa på bilar och man ändrade produktionen till att omfatta cyklar, verktyg, motorcyklar och kontorsmaskiner. Under 1950-talet byggde man flera populära motorcyklar. Man slogs senare samman med Triumph och bildade Triumph-Adler AG. 1957 tog Grundig över produktionen och lade ner motorcykeltillverkningen. 
År 1961 såldes Triumph-Adler till amerikanska Litton. År 1979 följde Volkswagen och 1987 Olivetti som ägare. Adler förlorade marknadsandelar i samband med datoriseringen av kontoren och 1992 lades produktionen ner i Frankfurt. Resterna av företaget levde vidare fram till 1998 då det sista av vad som var kvar lades ner. Den gamla fabriksbyggnaden i Frankfurt sanerades och byggdes om och är idag plats för företag inom tjänste- och förvaltningssektorn.

## Bilmodeller
- Adler Vis-à-Vis tillverkades 1900-1903. Den hade öppet karosseri med motstående säten. Motorn är 1-cylindrig på 0,4-liter, med en effekt på 3,5 Pferdestärke (PS, hästkrafter).
- Adler 4,5 PS tillverkades 1900-1903. Motorn är 1-cylindrig på 0,51-liter, med en effekt på 4,5 hk (PS på tyska).
- Adler 8 PS tillverkades 1901-1903. Motorn är 1-cylindrig på 0,865-liter, effekten 8 hk.
- Adler 24/28 PS, tillverkad 1904-1905, 4-cylindrig motor på 4,016-liter med en effekt på 28 hk.
- Adler 8/12 (8/14) PS, tillverkades 1904 till 1906, motorn 2-cylindrig, 2,008-liter, effekt 12-14 hk.
- Adler 4/8 PS, tillverkad 1906-1907, 2-cylindrig motor, 1,032-liter, effekt 8 hk.
- Adler 5/9 PS, tillverkad 1907-1909, motorn 2-cylindrig på 1,134-liter, effekt 9 hk.
- Adler 8/15 PS, tillverkad 1907-1910, med en 4-cylindrig motor på 2,011-liter, effekt 15 hk.
- Adler 11/18 PS, tillverkad 1907-1910, 4-cylindrig, 2,799-liter, effekt 18 hk.
- Adler 23/50 PS, tillverkad 1909-1912, 4-cylindrig, 5,800-liter, effekt 58 hk.
- Adler 19/45 PS, tillverkad 1909-1912, 4-cylindrig, 4,840-liter, effekt 48 hk.
- Adler 13/30 PS, tillverkad 1909-1912, 4-cylindrig, 3,180-liter, effekt 35 hk.
- Adler 10/28 PS, tillverkad 1909-1912, 4-cylindrig, 2,612-liter, effekt 30 hk.
- Adler K 7/15 PS, tillverkad 1910-1913, 4-cylindrig, 1,768-liter, effekt 15 hk.
- Adler 30/70 PS, tillverkad 1911-1914, 4-cylindrig, 7,853-liter, effekt 70 hk
- Adler 35/80 PS, tillverkad 1911-1914, 4-cylindrig, 9,081-liter, effekt 85 hk.
- Adler K 5/13 PS, tillverkad 1911-1920, 4-cylindrig, 1,292-liter, effekt 12-13 hk.
- Adler 20/50 PS, tillverkad 1912-1914, 4-cylindrig, 5,229-liter, effekt 55 hk.
- Adler 15/40 PS, tillverkad 1913-1914, 4-cylindrig, 3,866-liter, effekt 45 hk.
- Adler 9/24 PS, tillverkad 1913-1914, 4-cylindrig, 2,313-liter, effekt 24 hk.
- Adler 25/55 PS, tillverkad 1913-1914, 4-cylindrig, 6,457-liter, 60 hk.
- Adler KL 6/16 PS, tillverkad 1913-1920, 4-cylindrig, 1,551-liter, 16 hk.
- Adler 12/30 PS, tillverkad 1914, 4-cylindrig, 3,115-liter, 35 hk.
- Adler 9/24 (9/30) PS, tillverkad 1921-1924, 4-cylindrig, 2,298-liter, effekt 24-30 hk.
- Adler 12/34 (12/40) PS, tillverkad 1921-1924, 4-cylindrig, 3,115-liter, effekt 34-40 hk.
- Adler 18/60 PS, tillverkad 1921-1924, 4-cylindrig, 4,712-liter, effekt 60 hk.
- Adler 6/22 PS, tillverkad 1922-1923, 4-cylindrig, 1,550-liter, effekt 22 hk.
- Adler 10/50 PS, tillverkad 1925-1927, 6-cylindrig, 2,580 liter, 50 hk.
- Adler 18/80 PS, tillverkad 1925-1927, 6-cylindrig, 4,704-liter, effekt 80 hk.
- Adler 6/25 PS, tillverkad 1925-1928, 4-cylindrig, 1,550-liter, effekt 25 hk.
- Adler Standard 6
- Adler Standard 8
- Adler Standard 6 A/S
- Adler Favorit, tillverkad 1929-1933, 4-cylindrig, 1,943-liter, effekt 35 hk.
- Adler Primus 1,5 A
- Adler Trumpf 1,5 AV
- Adler Favorit 2U, tillverkad 1933-1934, 4-cylindrig, 1,943-liter, effekt 40 hk.
- Adler Standard 6 3U
- Adler Achtzylinder tillverkades 1933-1934. Motorn är 8-cylindrig på 3,887 liter med en effekt på 80 hk.
- Adler Trumpf Sport
- Adler Primus 1,7 A
- Adler Trumpf 1,7 AV
- Adler Diplomat
- Adler Trumpf Junior 1G/E
- Adler Trumpf Junior Sport
- Adler Trumpf 1,7 EV
- Adler Primus 1,7 E
- Adler 2,5 Liter
- Adler 2,5 Liter Sport
- Adler 2 Liter

## Motorcykelmodeller

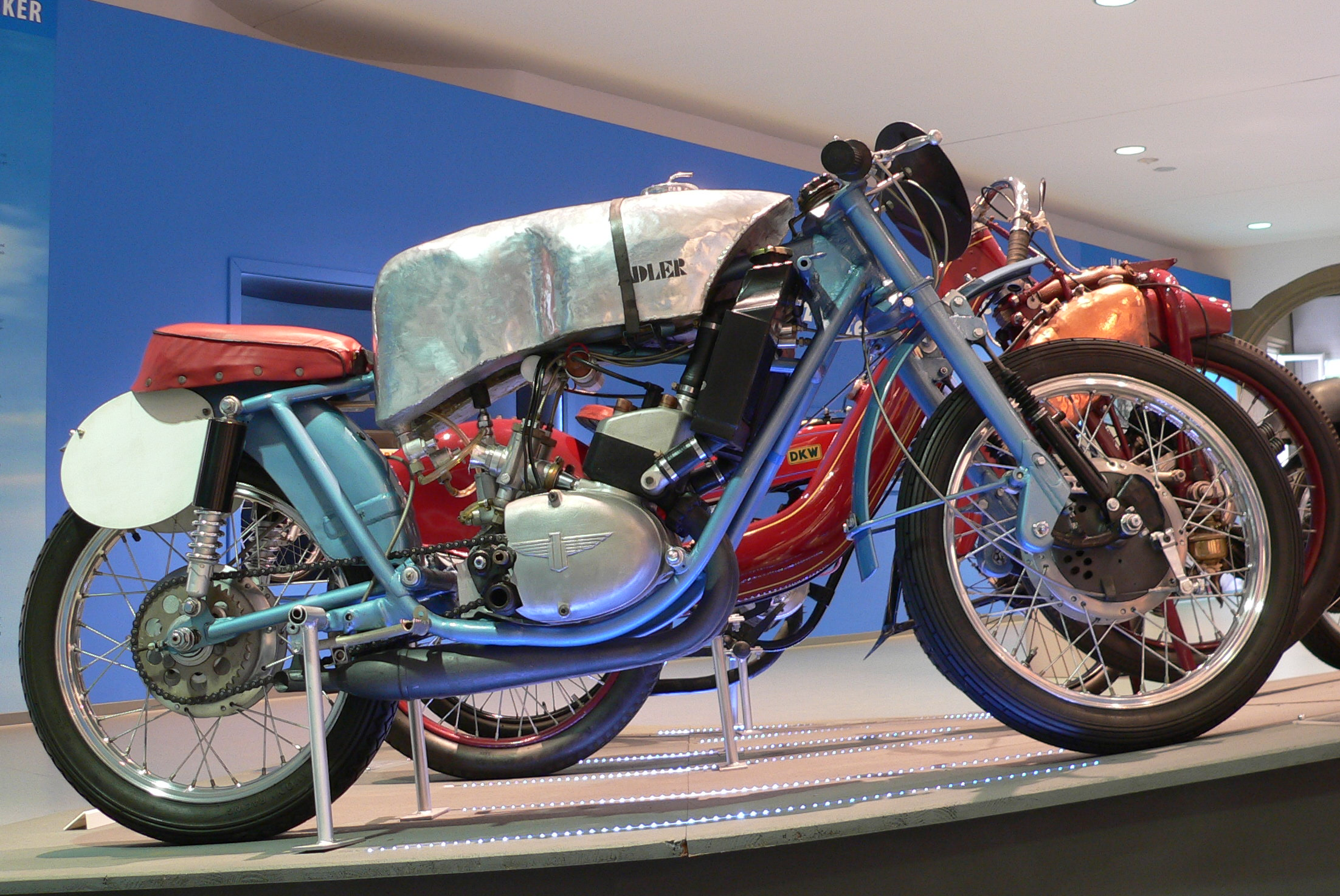
Adler MB 250 RS från 1955 på Deutsches Zweirad- und NSU-Museum

- Adler 1,75 PS
- Adler 2,5 PS
- Adler 3 PS
- Adler M 100
- Adler M 125
- Adler M 150
- Adler M 200
- Adler M 2011
- Adler MB 250
- Adler MB 250 G
- Adler MB 250 S
- Adler MB 250